# مقاطعة آباي
مقاطعة آباي (بالكازاخية: Абай ауданы)،) هي مقاطعة في أوبليس كازاخستان الشرقي، وتقع شرق كازاخستان. المركز الإداري للمقاطعة كارويل.